# Magyarországi szélerőművek listája

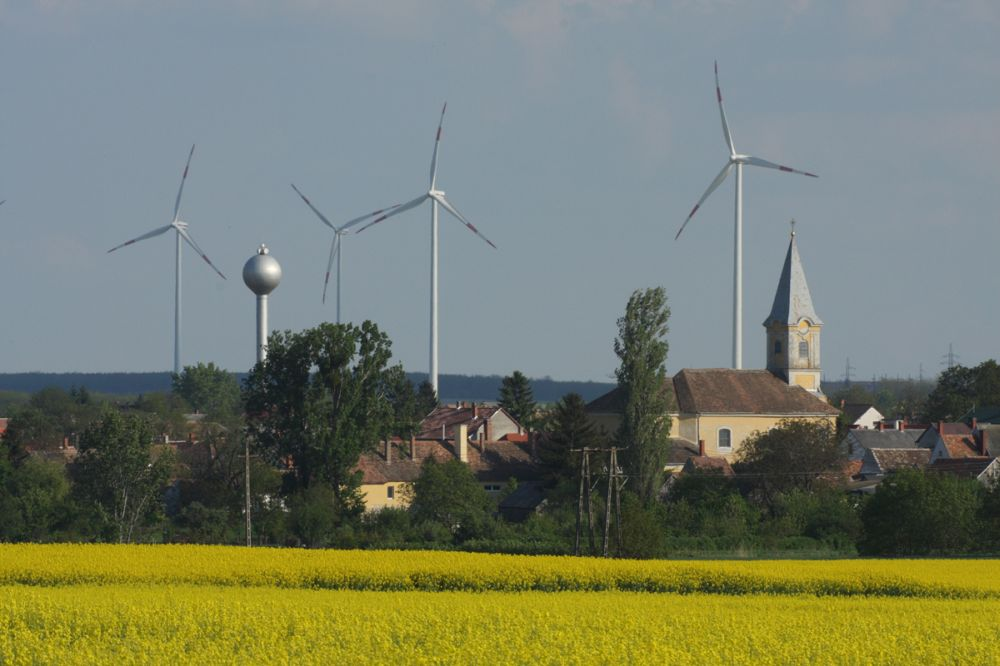
Látkép a peresztegi templommal, háttérben a sopronkövesdi szélturbinák

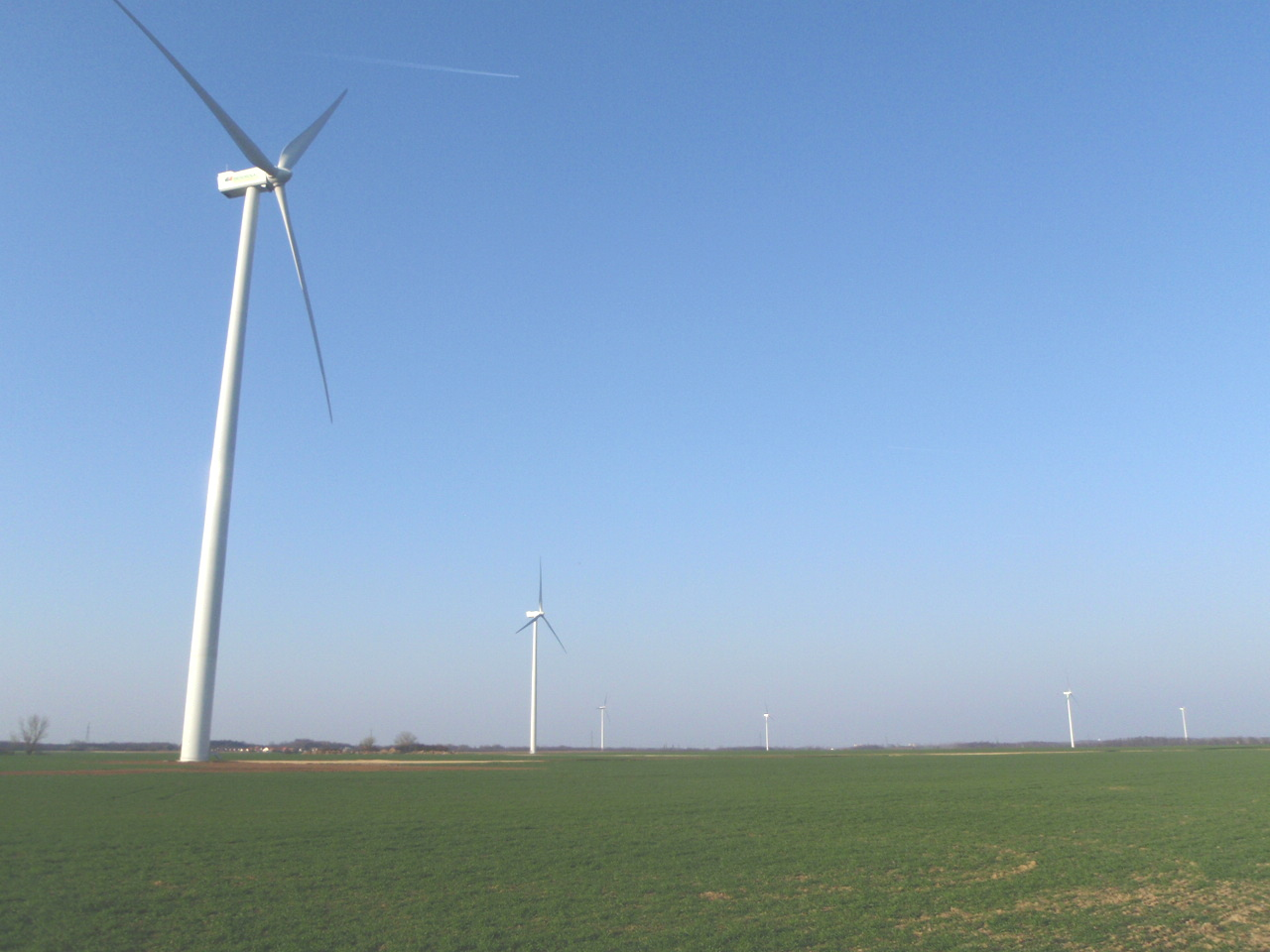
Szélerőműpark, Ikervár

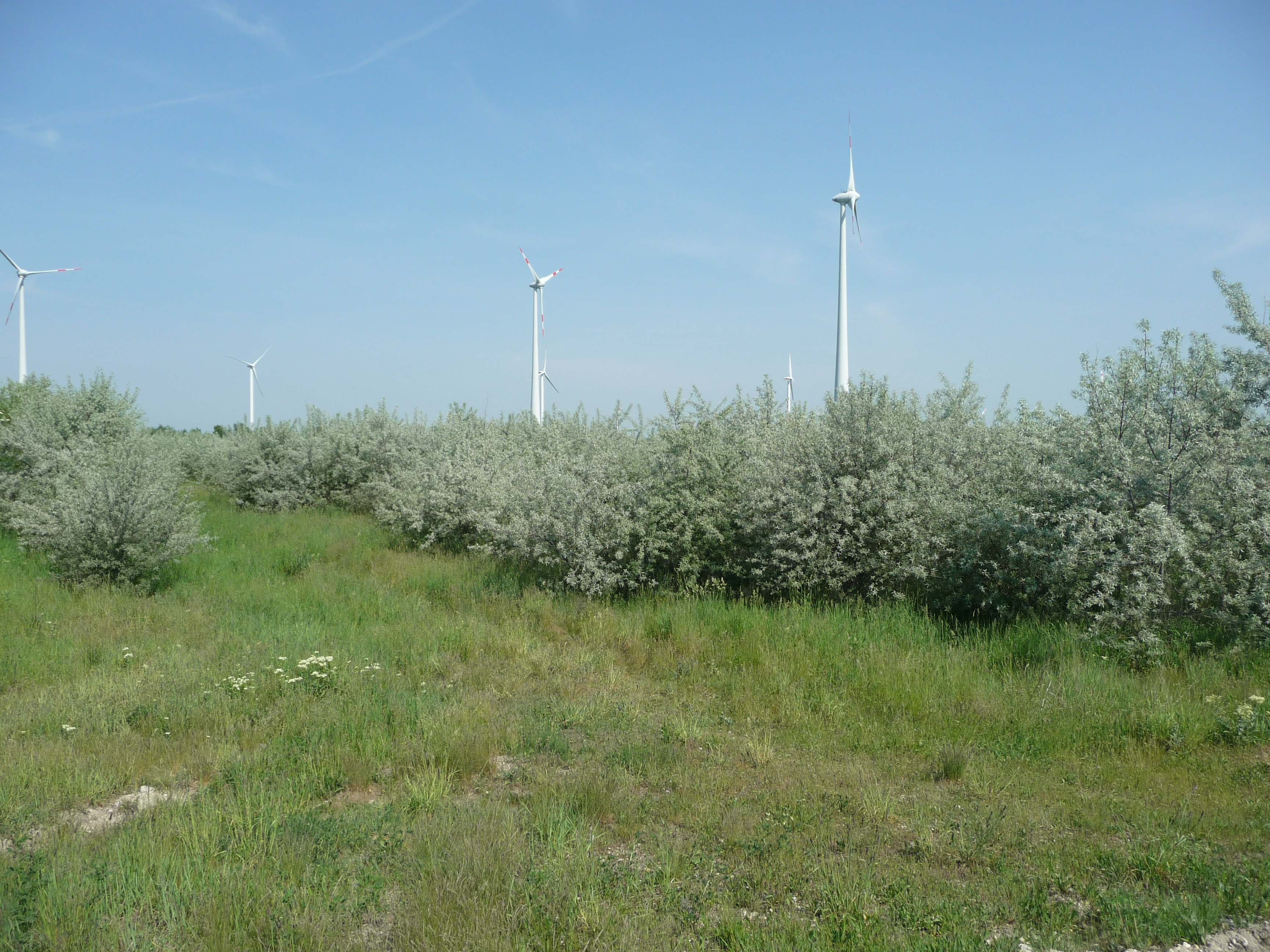
Mosonmagyaróvár, a timföldgyár homoktövissel (Hippophae rhamnoides ssp. carpatica) rekultivált vörösiszaptározója a háttérben szélkerekekkel

A magyarországi szélerőművek listája a 2011-ig  üzembe helyezett szélerőműveket tartalmazza. Magyarországon összesen 37 szélerőmű van, összesen 172 toronnyal, 329 325 kW beépített teljesítménnyel. A legtöbb szélerőmű az ország északnyugati részén, főként Komárom és Mosonmagyaróvár környékén található, de van például a Tési-fennsíkon is, Csetény és Szápár térségében.
Hazánk területén alacsony, 2-6 m/s közé tehető az átlagos szélsebesség, a szeles napok éves átlaga pedig csak 131. Ennek eredményeként csak kevés olyan terület akad az országban, ahol szélerőmű hatékonyan és gazdaságosan üzemeltethető.
A magyarországi szélerőmű-létesítési engedélyekért tapasztalt nagy keresletet az magyarázza, hogy egy 2 megawattos szélturbina évente mintegy 100 millió forint bevételt hoz. Az ebből nyert áramot ugyanis a helyi szolgáltató vagy a Magyar Villamos Művek törvényben rögzített áron köteles átvenni, és ez az ár majdnem a duplája a hazai erőművek átlagárának.
A magyar Országgyűlés 2016-ban egy olyan törvényt hozott, amely ellehetetlenítette a szélerőművek építését. A törvény szerint csak olyan helyre lehet szélturbinát építeni Magyarországon, mely minimum 12 km-es távolságra van a legközelebbi lakott területtől. Magyarországnak azonban a sűrű beépítettsége miatt nincs olyan pontja, ahol ne lenne 12 km-en belül lakott terület, így ezzel a törvénnyel ellehetetlenítették a szélerőművek építését.
A szélenergia háttérbe szorítását a kormányzat azzal indokolta, hogy szélenergia tekintetében Magyarország kevésbé jó lehetőségekkel rendelkezik, mint más európai országok. Ennek megfelelően elsősorban más, az ország adottságait megfelelően kihasználó megújuló energiaforrások felhasználását részesítik előnyben, mint amilyenek a naperőművek, a földhő és a biomassza.
2023 végén elfogadott törvénymódosításokkal a védőtávolságot 700 méterre csökkentették (azonban ezt a védőtávolságot a nemzetgazdasági szempontból kiemelt jelentőségű beruházások esetében nem kell betartani), a turbinatornyok magasságát pedig 130 méterben maximálták (a 130 méteres határ a turbinát tartó oszlop magasságára vonatkozik).
E (meglehetősen engedékeny) szabályozás nyomán a jövőben új szélerőművek létesítése várható.

## Szélerőművek listája
A lista a 2010-ig üzembe helyezett szélerőműveket tartalmazza. 2010 és 2019 között nem adtak át új szélerőművet, így a szélenergia hasznosítása terén Magyarország jelentős leszakadást mutat a világ többi országától.
Megjegyzés: A lista időrendi, így az időközben bővített erőművek többször is szerepelnek benne.
| Helyszín          | Toronyszám     | Egységteljesítmény (kW)     | Összteljesítmény (kW) | Üzembe helyezés |
| ----------------- | -------------- | --------------------------- | --------------------- | --------------- |
| Inota / Várpalota | 1              | 250                         | 250                   | 2000            |
| Kulcs             | 1              | 600                         | 600                   | 2001            |
| Mosonszolnok      | 2              | 600                         | 1200                  | 2002            |
| Mosonmagyaróvár   | 2              | 600                         | 1200                  | 2003            |
| Bükkaranyos       | 1              | 225                         | 225                   | 2005            |
| Erk               | 1              | 800                         | 800                   | 2005            |
| Újrónafő          | 1              | 800                         | 800                   | 2005            |
| Szápár            | 1              | 1800                        | 1800                  | 2005            |
| Vép               | 1              | 600                         | 600                   | 2005            |
| Mosonmagyaróvár   | 5              | 2000                        | 10 000                | 2005            |
| Mezőtúr           | 1              | 1500                        | 1500                  | 2006            |
| Törökszentmiklós  | 1              | 1500                        | 1500                  | 2006            |
| Mosonmagyaróvár   | 5              | 2000                        | 10 000                | 2006            |
| Felsőzsolca       | 1              | 1800                        | 1800                  | 2006            |
| Csetény           | 2              | 2000                        | 4000                  | 2006            |
| Ostffyasszonyfa   | 1              | 600                         | 600                   | 2006            |
| Levél             | 12             | 2000                        | 24 000                | 2006            |
| Mosonszolnok      | 1              | 800                         | 800                   | 2007            |
| Csorna            | 1              | 800                         | 800                   | 2007            |
| Mecsér            | 1              | 800                         | 800                   | 2007            |
| Bakonycsernye     | 1              | 2000                        | 2000                  | 2007            |
| Sopronkövesd      | 4              | 3000                        | 12 000                | 2008            |
| Nagylózs          | 3+1 (4)        | 3 ×3000, 1 × 2000           | 11 000                | 2008            |
| Levél             | 12             | 2000                        | 24 000                | 2008            |
| Jánossomorja      | 5              | 4*2000 1*1800               | 9800                  | 2008            |
| Ács               | 1              | 2000                        | 2000                  | 2008            |
| Pápakovácsi       | 1              | 2000                        | 2000                  | 2008            |
| Vönöck            | 1              | 850                         | 850                   | 2008            |
| Kisigmánd         | 25             | 2000                        | 50 000                | 2009            |
| Bőny              | 8 + 4 + 1 (13) | 8 × 2000, 4 × 1800, 1 ×1800 | 25 000                | 2009 - 2010     |
| Csém              | 6              | 2000                        | 12 000                | 2010            |
| Nagyigmánd        | 7              | 2000                        | 14 000                | 2010            |
| Ács               | 6              | 2000                        | 12 000                | 2010            |
| Nagyigmánd        | 2              | 2000                        | 4000                  | 2010            |
| Bábolna           | 6 + 1 (7)      | 6 × 2000, 1 × 3000          | 15 000                | 2010            |
| Jánossomorja      | 1              | 2000                        | 2000                  | 2010            |
| Ikervár           | 4 + 13 (17)    | 4 × 2000, 13 × 2000         | 34 000                | 2011            |
| Lövő              | 1              | 2000                        | 2000                  | 2010            |
| Kocs              | 7              |                             |                       |                 |
| Összesen          | 179            |                             | 329 325               |                 |

## Külső hivatkozások
- Szélenergia.lap.hu - tematikus linkgyűjtemény